# Gabriele Albertini
Gabriele Albertini (* 6. července 1950, Milán) je italský politik, bývalý starosta Milána a poslanec Evropského parlamentu zvolený v roce 2004 a 2009 za stranu Forza Italia, která je součástí Evropská lidová strana. V parlamentních volbách roku 2013 byl zvolen do italského Senátu za Občanskou volbu Maria Montiho, ze které ale již následujícího roku vystoupil a stal se členem Nové středopravice. Ze Senátu odešel s koncem volebního období roku 2018.
V Evropském parlamentu byl v Komisi pro transport a turistiku. Byl zástupce pro Komisi pro průmysl, výzkum a energetiku, místopředseda Delegace pro vztahy s parlamentním shromáždění NATO a zástupce Delegace pro vztahy se Spojenými státy.

## Vzdělání
- 1974: Vystudoval právo

## Kariéra
Po ukončení studia práv v roce 1974 nastoupil jako manažer v Albertini Cesare Spa, kde působil až do roku 1997. V roce 1987 působil také jako delegát za drobné podniky ve výkonné radě Federmeccanica. V letech 1993 až 1997 působil jako místopředseda ve společnosti Assolombarda. V roce 1996 začal působit také jako předseda společnosti Federmeccanica. V této funkci zůstal do roku 1997, kdy byl zvolen starostou Milána. Ve funkci starosty působil až do roku 2006. V letech 2002 až 2003 byl také vládním delegátem města Milán, a v letech 2001 až 2006 delegátem vlády.

## Vyznamenání
- Řád přátelství – Rusko, 18. ledna 2002 – udělil prezident Vladimir Putin za služby pro rozvoj a posílení rusko-italských obchodních, hospodářských a kulturních vazeb[1]
- Národní řád za zásluhy – Malta, 20. ledna 2004[2]
- velkodůstojník Řádu prince Jindřicha – Portugalsko, 31. ledna 2005[3]
- velká čestná dekorace ve zlatě Čestného odznaku Za zásluhy o Rakouskou republiku – Rakousko, 2006[4]
- důstojník Řádu čestné legie – Francie
- velkodůstojník Řádu svatých Mořice a Lazara
- velkostuha Řádu nezávislosti – Jordánsko
- velkodůstojník Řádu za zásluhy Lucemburského velkovévodství – Lucembursko
- velkokříž Norského královského řádu za zásluhy – Norsko
- čestný rytíř-komandér Řádu britského impéria – Spojené království
- rytíř velkokříže Řádu křídla svatého Michaela – Braganzové
- velkodůstojník Řádu neposkvrněného početí Panny Marie z Vila Viçosa – Braganzové
- komtur zásluh Konstantinova řádu svatého Jiří – Bourbon-Obojí Sicílie
- velkodůstojník Maltézského záslužného řádu – Suverénní řád Maltézských rytířů
- stříbrný záslužný kříž Rytířského řádu Božího hrobu jeruzalémského